# Gasteracantha subaequispina
Gasteracantha subaequispina är en spindelart som beskrevs av Dahl 1914. Gasteracantha subaequispina ingår i släktet Gasteracantha och familjen hjulspindlar. Inga underarter finns listade i Catalogue of Life.